# الجازعة (العدين)

تعديل مصدري - تعديل

الجازعة هي إحدى قرى عزلة السارة بمديرية العدين التابعة لمحافظة إب، بلغ تعداد سكانها 1946 نسمة حسب تعداد اليمن لعام 2004.